# پوستولوزیس کف دست و پا
پوستولوزیس کف دست و پا (همچنین شناخته شده به عنوان "پسوریازیس پوسچولر نوع باربر" و "پسوریازیس پوسچولر اندام") یک درماتوز پوسچولر مکرر مزمن موضعی تنها بر روی کف دست و پا است، که بافت‌شناسی آن توسط وزیکول درون‌اپیدرمی پر شده با نوتروفیل مشخص می‌شود.: 411, 628 : 204 